# Ticket to Ride (album)
Ticket to Ride è il primo album in studio del duo musicale-canoro statunitense The Carpenters, pubblicato nel 1969 originariamente col titolo Offering.

## Tracce
1. Invocation – 1:04
2. Your Wonderful Parade – 2:54
3. Someday – 5:19
4. Get Together (The Youngbloods cover) – 2:37
5. All of My Life – 3:07
6. Turn Away – 3:12
7. Ticket to Ride (Beatles cover) – 4:13
8. Don't Be Afraid – 2:07
9. What's the Use – 2:43
10. All I Can Do – 1:41
11. Eve – 2:53
12. Nowadays Clancy Can't Even Sing (Neil Young cover) – 4:21
13. Benediction – 0:41

## Formazione
- Richard Carpenter – voce, cori, tastiere
- Karen Carpenter – voce, cori, batteria, basso

Collaboratori
- Joe Osborn - basso
- Bob Messenger - basso